# Cratyna flagria
Cratyna flagria är en tvåvingeart som beskrevs av Werner Mohrig 1999. Cratyna flagria ingår i släktet Cratyna och familjen sorgmyggor. Inga underarter finns listade i Catalogue of Life.